# So-Hi, Arizona
So-Hi je naseljeno područje za statističke svrhe u američkoj saveznoj državi Arizona. Prema popisu stanovništva iz 2010. u njemu je živjelo 477 stanovnika.